# Skeglinge landskommun
Skeglinge landskommun var en tidigare kommun i dåvarande Malmöhus län.

## Administrativ historik
Kommunen bildades i Skeglinge socken i Frosta härad i Skåne när 1862 års kommunalförordningar trädde i kraft.
Kommunen hade ett nära samarbete med grannkommunen Borlunda bland annat genom gemensam fjärdingsman och gemensam barnmorska. Borlunda och Skeglinge kommuner hade också, på Eslövs stadshotell 22 december 1951, en gemensam avslutning i anledning av bildandet av storkommunen Skarhult.[källa behövs]
Vid kommunreformen 1952 uppgick kommunen i Skarhults landskommun som uppgick 1971 i Eslövs kommun.